# Mine d'Andacollo
 (mars 2025).
La mine d'Andacollo ou mine de Carmen de Andacollo est une mine à ciel ouvert d'or et de cuivre située dans la région de Coquimbo au Chili. Elle appartient à 90 % à Teck Resources.